# Vitekorchis
Vitekorchis – rodzaj roślin z rodziny storczykowatych (Orchidaceae). Obejmuje 4 gatunki występujące w Ameryce Południowej w Boliwii, Kolumbii, Ekwadorze, Peru, Wenezueli.

## Systematyka
Rodzaj sklasyfikowany do podplemienia Oncidiinae w plemieniu Cymbidieae, podrodzina epidendronowe (Epidendroideae), rodzina storczykowate (Orchidaceae), rząd szparagowce (Asparagales) w obrębie roślin jednoliściennych.
Wykaz gatunków
- Vitekorchis aurifera (Rchb.f.) J.M.H.Shaw
- Vitekorchis excavata (Lindl.) Romowicz & Szlach.
- Vitekorchis lucasiana (Rolfe) Romowicz & Szlach.
- Vitekorchis vasquezii (Christenson) Romowicz & Szlach.